# Teplafőszékely
Teplafőszékely (szlovákul: Podhorie) község Szlovákiában, a Besztercebányai kerületben, a Selmecbányai járásban. 1964-ben alakult meg Teplafő és Saskőszékely egyesítésével.

## Fekvése
Selmecbányától 5 km-re északra fekszik.
Délről Selmecbánya és Bélabánya, keletről Zólyomkecskés, északról Kövesmocsár, nyugatról Szklenófürdő és rövid szakaszon Garamszentkereszt (Felsőapáti kataszter) határolja.
Teplafőszékely 21,6392 km²-es területe két kataszteri területre oszlik:
- Teplafő (Teplá): 11,9969 km²
- Saskőszékely (Žakýl): 9,6423 km²

## Története

### Teplafő
Teplafőt 1388-ban „Theplafew" alakban említik először. Ekkor a garamszentbenedeki bencés apátság birtoka, később a saskői váruradalom része, majd a 17. század végén a bányakamara tulajdona. 1536-ban 14 portája adózott. 1601-ben Saskőszékellyel együtt kocsmája és 41 háza volt. 1715-ben malma és 13 háztartása létezett. A 18. században sörfőzdéje üzemelt. 1828-ban 39 házában 265 lakos élt, akik főként mezőgazdasággal foglalkoztak; később azon kívül már az erdőgazdaságban és a környék ipari üzemeiben is olgoztak.
Vályi András szerint: „TEPLA. Tót falu Bars Várm. földes Ura a’ Kir. Kamara, lakosai katolikusok, fekszik Selmetzhez 1/2 mértföldnyire; határja hegyes."
Fényes Elek szerint: „Tepla, tót falu, Bars vmegyében, Selmecz és Szkleno közt: 265 kath. lak. Kath. paroch. templom. F. u. a kamara."
Bars vármegye monográfiája szerint: „Lenge, a selmeczbányai hegyek alatt fekvő tót kisközség, 373 róm. kath. vallású lakossal. Azelőtt Tepla volt a neve, melyet az alatta folyó hasonnevű pataktól kölcsönzött. A saskői uradalomhoz tartozott és így később a m. kir. kincstár tulajdonába ment át, melynek itt most is nagyobb erdőbirtoka van. Kath. temploma 1717-ben épült. Postája, távirója és vasúti állomása Bélabánya."

### Saskőszékely
Saskőszékely első írásos említése 1388-ból származik „Zekel" alakban, ekkor Saskő várának uradalmához tartozott. Eredeti lakói királyaink által a gyepűk védelmére ide telepített székely határőrök voltak. A település eredetileg nem a mai helyén, hanem attól 4 km-re, északkeletre feküdt. Első temploma, melyet Szent György tiszteletére szenteltek, a hagyomány szerint a „Na Kostolisku” nevű  dűlőben állt. A falu határában másfél kilométerre északkeletre, a Brezov-hegyen állt egykor Zakyl vára, mely a 13. században épülhetett. A környező várakkal együtt a magyar határvédelmi rendszer része volt. Még a 13. században elpusztult, ma csak külső sáncainak maradványai láthatók. A falu a 17. század végén a bányakamara birtoka. 1601-ben 42 ház állt a településen. 1715-ben 14 adózót írtak össze. 1828-ban 38 házában 255 lakos élt. Lakói a mezőgazdaságban, az erdőgazdaságban és a környék ipari üzemeiben dolgoztak.
A két település 1509 és 1686 között egyszer már egyesült, amikor is közös bírójuk volt.
Vályi András szerint: „ZAKIL. Tót falu Bars Várm. földes Ura a’ Királyi Kamara, lakosai katolikusok, fekszik Teplához nem meszsze; határja meglehetős."
Fényes Elek szerint: „Zakély, Bars m. tót falu, Selmeczhez 1 mfld., hegyek közt: 255 kath. lak. F. u. a kamara."
Bars vármegye monográfiája szerint: „Sekély, a selmeczbányai hegyek alatt fekvő tót kisközség, 351 róm. kath. vallású lakossal. Hajdan a saskői uradalomhoz tartozott és Zakil, Zakély és Zekély nevek alatt volt említve. Mostani birtokosa az erdőkincstár. Temploma nincs a községnek. Postája, távirója és vasúti állomása Bélabánya."
A trianoni békeszerződésig mindkét település Bars vármegye Garamszentkereszti járásához tartozott. Lakói a háború után főként Selmecbánya, Geletnek és Garamszentkereszt üzemeiben dolgoztak. A két települést 1964-ben egyesítették.

## Népessége
| Év:            | 1994. | 2004.   | 2014.    | 2024.   |
| -------------- | ----- | ------- | -------- | ------- |
| Emberek száma: | 405   | 381     | 339      | 334     |
| Eltérés:       |       | -5,92 % | -11,02 % | -1,47 % |

| Év:            | 2023. | 2024. |
| -------------- | ----- | ----- |
| Emberek száma: | 334   | 334   |
| Eltérés:       |       | +0 %  |

1910-ben Teplafőnek 416, Saskőszékelynek 361, túlnyomórészt szlovák lakosa volt.
2001-ben 396 lakosából 387 szlovák volt.
2011-ben 368 lakosából 357 szlovák.

## Híres személyek
- Teplafőn szolgált František Richard Osvald (1845-1926) szlovák római katolikus plébános, a Matica elnöke.

## Nevezetességei
- Teplafő Szűz Mária látogatása tiszteletére szentelt, római katolikus temploma késő gótikus stílusban épült, 1718-ban barokk stílusban építették át. A templom előtt álló önálló harangláb a templommal egy időben épült.
- Székely középkori várának maradványai a falutól 1,5 km-re északkeletre, a Brezov-hegyen állnak.

## Külső hivatkozások
- Hivatalos oldal
- Községinfó[halott link]
- E-obce.sk Archiválva 2010. március 26-i dátummal a Wayback Machine-ben